# Pilokarpin
A pilokarpin (INN: pilocarpine) a Paraguayban és Brazília északi részén honos Pilocarpus jaborandi (Rutaceae) és más Rutaceae családba tartozó dél-amerikai Pilocarpus cserjék örökzöld leveleiben előforduló alkaloid. 1871-ben izolálták. Színtelen, keserű ízű, vízben és etanolban jól oldódó kristályok.
Sóit a gyógyászatban használják. A VIII. Magyar Gyógyszerkönyvben Pilokarpin-hidroklorid (Pilocarpini hydrochloridum)  néven hivatalos.  

## Hatásai
A pilokarpin kolinerg hatású paraszimpatomimetikum(en), ami számos farmakológiai hatást fejt ki – ezek közül a muszkarinszerű(en) a legkifejezettebb. Nikotinszerű(en) hatásai nem számottevőek. Megfelelő dózisban adva serkentheti a külső elválasztású mirigyek (pl. a verejték-, nyál-, és könnymirigyek(en), a gyomornedv(en)-, illetve hasnyál(en)termelő, valamint a szövetközi mirigyek és légúti kehelysejtek) kiválasztó aktivitását.
A simaizomzaton dózisfüggően érvényesülő, serkentő hatása következtében fokozódhat a tápcsatorna izomtónusa és motilitása, ami görcsöket és tenezmust okozhat. Hasonló mechanizmussal fokozódhat a hörgők simaizomzatának tónusa is. A pilokarpin a húgyutak, az epehólyag és az epeutak simaizomzatának tónusát és motilitását is fokozhatja.
A pilokarpin a szív-érrendszerben paradox hatást fejthet ki. Bár a muszkarinszerű hatás következtében vérnyomáscsökkenés várható, pilokarpin adását követően átmeneti vérnyomáscsökkenés után vérnyomás-emelkedés is kialakulhat. Pilokarpinnal kezelt betegeken bradikardiáról vagy tachycardiáról (túl alacsony és túl magas pulzusról) egyaránt beszámoltak.
Szemcseppben alkalmazva gyorsan átjut a szaruhártyán, és pupillaszűkületet (miózis), akkomodációs spazmust és átmeneti szemen belüli nyomásemelkedést vált ki. A sugárizom és a musculus sphincter pupillae (körkörös szűkítő izom) összehúzásával megnyitja a szöveti réseket a Schlemm-féle csatornákhoz(en), a tágítása révén elősegíti a csarnokvíz lefolyását, így glaukóma esetén a szemnyomást csökkenti.
Emberen alkalmazva már 0,01–0,02 g rendkívül erősen fokozza a szekréciókat. Injekcióban beadva percek alatt igen erős nyálfolyás indul meg, és ez 2–3 órán át megmarad. A gyomornedv termelését is erősen növeli. A verejtéktermelés 1–2 óra alatt elérheti a 2–3 litert.

## Timolollal kombinálva
A timolol jelentős intrinszik szimpatomimetikus aktivitás nélküli, nem szelektív béta-blokkoló, a pilokarpin pedig kolinerg hatású szer. Amikor a pilokarpin és a timolol kombinált formában vannak jelen egyazon szemcseppben, egy határozott összeadódó szemnyomáscsökkenési hatás alakul ki, tekintettel a hatóanyagok különböző hatásmechanizmusára és a különböző szövetekre kifejtett együttes hatásaikra. A timolol szemnyomást csökkentő hatása elsősorban a csarnokvíz termelődésének csökkentése következtében alakul ki. A pilokarpin pedig javítja a csarnokvíz elfolyását az elülső szemcsarnokból. Pilokarpint önmagában adva, napi négyszeri alkalmazás szükséges, míg timolollal együtt adva napi kétszeri alkalmazás elegendő.
Már egy órán belül jelentős szemnyomáscsökkenés következik be.
A timolol meghosszabbítja a pilokarpin hatásidejét a szemben, mert lassítja annak eliminációját. Így csökkenti mind a normál, mind az emelkedett szemnyomást a glaukóma különböző típusaiban és más okuláris hipertenziókban, ezért zárt zugú glaukómában is alkalmazható.
A szemcseppben lévő béta-blokkoló kis terápiás dózisa miatt a terápia leálltával nem alakulnak ki elvonási tünetek.

## Készítmények
- COLIRCUSI CHLORAMPHENICOL 0,5%
- FOTIL FORTE (timolollal)
- FOTIL (timolollal)
- HUMACARPIN 1%
- HUMACARPIN 2%
- OCULOGUTTA PILOCARP OL.1% FONO
- OCULOGUTTA PILOCARP OL 2% FONO
- OCULOGUTTA PILOCARP 1% FONOVII
- OCULOGUTTA PILOCARP 2% FONOVII
- PILOCARPINUM 1G
- PILOCARPIN 2%
- PILOCARPINI HYDROCHLORIDUM
- PILOGEL HS 4%
- SALAGEN
- TIMPILO 2% (timolollal)
- TIMPILO 4% (timolollal)